# Fabiano Vandone
Fabiano Vandone (ur. 14 lipca 1966 w Alessandrii) – włoski kierowca wyścigowy.

## Kariera
Vandone rozpoczął karierę w wyścigach samochodowych w 1988 roku od startów we Włoskiej Formule 3, gdzie jednak nie zdobywał punktów. Rok później w tej samej serii był już dziesiąty. W późniejszych latach pojawiał się także w stawce Europejskiego Pucharu Formuły 3, Grand Prix Monako Formuły 3, oraz Formuły 3000.
W Formule 3000 Włoch startował w latach 1991–1992. Jednak w żadnym z sześciu wyścigów, w których wystartował, nie zdobywał punktów.